# Tambourissa uapacifolia
Tambourissa uapacifolia är en tvåhjärtbladig växtart som beskrevs av Alberto Judice Leote Cavaco. Tambourissa uapacifolia ingår i släktet Tambourissa och familjen Monimiaceae. Inga underarter finns listade i Catalogue of Life.